# بينوا غودي
بينوا غودي (بالإنجليزية: Benoit Gaudet) مواليد 18 ديسمبر 1979 في درومونفيل، كيبك، كندا، هو ملاكم محترف كندي يصنف ضمن فئة الوزن الخفيف. شارك في دورة الألعاب الأولمبية الصيفية سنة 2004.

## إحصائيات
خاض خلال مسيرته 25 نزالا، فاز في 23 ولم يتعادل وخسر في 2. فاز بالضربة القاضية في 10 نزالات.

## روابط خارجية
- بينوا غودي على موقع بوكس ريك (الإنجليزية) (registration required)
- بينوا غودي على موقع أوليمبيديا (الإنجليزية)
- بينوا غودي على موقع اللجنة الأولمبية الكندية (الإنجليزية)
- بينوا غودي على موقع اتحاد ألعاب الكومنولث (مؤرشف) (الإنجليزية)